# 聖瑪利亞主教座堂 (愛丁堡)

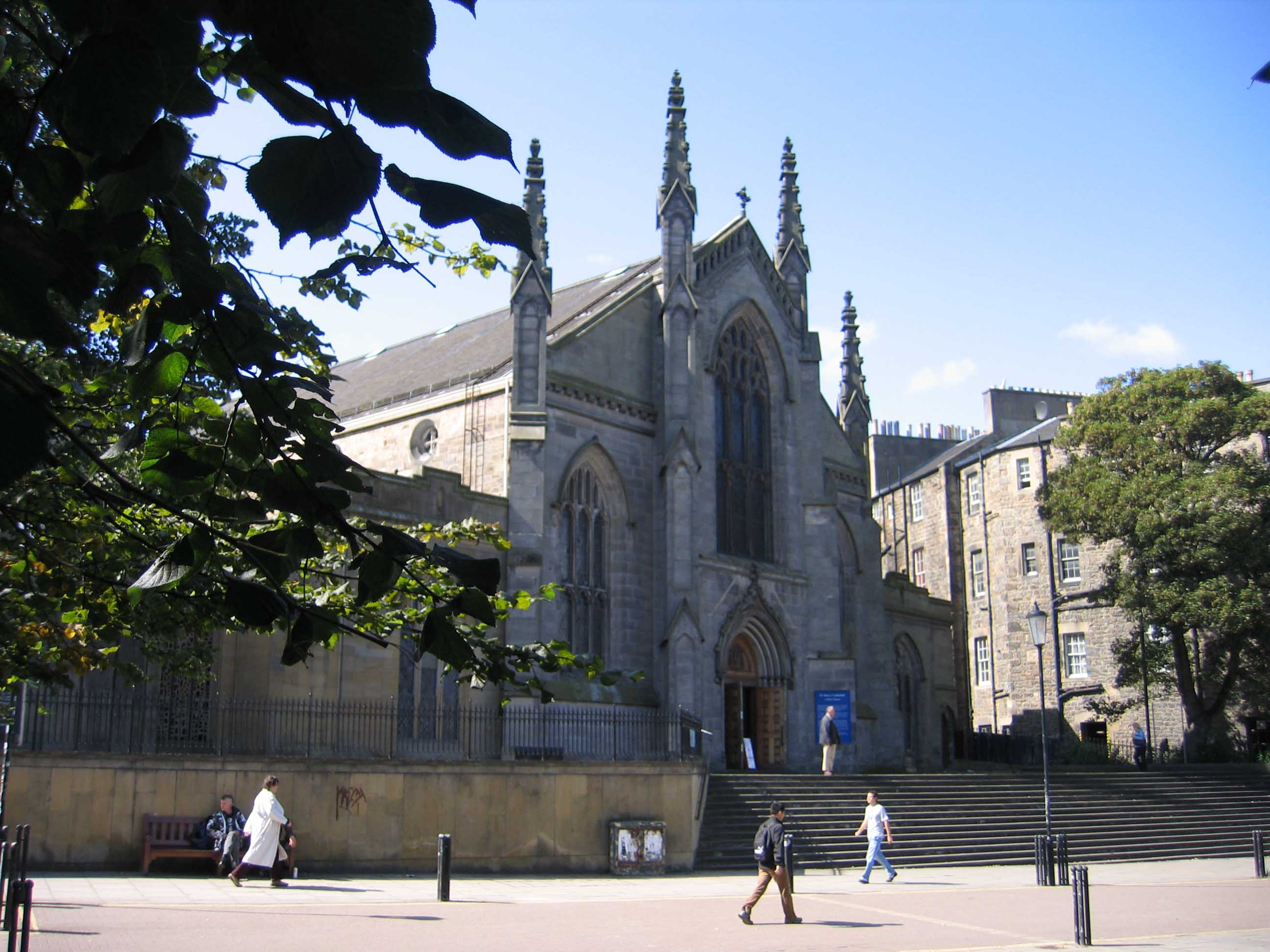
聖瑪利亞主教座堂

聖瑪利亞主教座堂（英語：St Mary's Cathedral）是位於英國蘇格蘭愛丁堡的一座羅馬天主教教堂。這座教堂是天主教聖安德魯斯暨愛丁堡總教區的主教座堂。教堂竣工於1814年，在歷史上曾多次擴建。教宗若望·保祿二世曾在1982年5月訪問聖瑪利亞主教座堂。